# Lista siturilor arheologice din județul Arad - C
Lista siturilor arheologice din județul Arad - C conține toate siturile arheologice din județul Arad înscrise în Repertoriul Arheologic Național (RAN) și aflate în localități al căror nume începe cu litera C. RAN este administrat de Ministerul Culturii și Patrimoniului Național și cuprinde date științifice, cartografice, topografice, imagini și planuri, precum și orice alte informații privitoare la zonele cu potențial arheologic, studiate sau nu, încă existente sau dispărute.
Puteți căuta un sit din localitățile care încep cu litera C folosind formularul de mai jos sau puteți naviga prin toate siturile din județ la Lista siturilor arheologice din județul Arad.
| Cod RAN                                  | Denumire | Localitate                     | Adresă                       | Datare                            | Descoperit | Coordonate                                    | Imagine           | Erori            |
| ---------------------------------------- | --- | ------------------------------ | ---------------------------- | --------------------------------- | ---------- | --------------------------------------------- | ----------------- | ---------------- |
| 9468.01.01 (Cod LMI: AR-I-m-B-00430.02)  | Situl arheologic de la Chișineu-Criș / ansamblu anonim (Categorie: locuire civilă) (Tip: Așezare) | oraș Chișineu-Criș             |                              | sec. III - V                      |            |                                               | Încărcați imagine | Raportați eroare |
| 9468.01.02 (Cod LMI: AR-I-m-B-00430.01)  | Situl arheologic de la Chișineu-Criș / ansamblu anonim (Categorie: locuire civilă) (Tip: Așezare) | oraș Chișineu-Criș             |                              | sec. X - XI                       |            |                                               | Încărcați imagine | Raportați eroare |
| 9468.01.03 (Cod LMI: AR-I-s-B-00430)     | Situl arheologic de la Chișineu-Criș / ansamblu anonim (Categorie: locuire civilă) (Tip: Așezare) | oraș Chișineu-Criș             |                              | Tiszapolgár                       |            |                                               | Încărcați imagine | Raportați eroare |
| 9413.01.01 (Cod LMI: AR-I-s-B-00431)     | Așezarea dacică de la Cicir - "La Gropi" / ansamblu anonim (Categorie: locuire civilă) (Tip: Așezare deschisă)                                                                                       | sat Cicir, comuna Vladimirescu | La Gropi                     | geto-dacică sec. II - III         |            |                                               | Încărcați imagine | Raportați eroare |
| 10462.01.01 (Cod LMI: AR-I-m-B-00433.02) | Situl arheologic de la Conop - "Dealul Hotărel" / ansamblu anonim (Categorie: locuire civilă) (Tip: Așezare)                                                                                         | sat Conop, comuna Conop        | Dealul Hotărel și La Cotărci |                                   |            |                                               | Încărcați imagine | Raportați eroare |
| 10462.01.02 (Cod LMI: AR-I-m-B-00433.01) | Situl arheologic de la Conop - "Dealul Hotărel" / ansamblu anonim (Categorie: locuire civilă) (Tip: Așezare)                                                                                         | sat Conop, comuna Conop        | Dealul Hotărel și La Cotărci | sec. XI - XII                     |            |                                               | Încărcați imagine | Raportați eroare |
| 10523.01.01 (Cod LMI: AR-I-m-B-00434.02) | Situl arheologic medieval de la Covăsânț - "Cetatea Hindec" / ansamblu Cetatea Hindec (Categorie: locuire civilă) (Tip: Cetate)                                                                      | sat Covăsinț, comuna Covăsinț  | Cetatea Hindec               |                                   |            |                                               | Încărcați imagine | Raportați eroare |
| 10523.01.02 (Cod LMI: AR-I-m-B-00434.01) | Situl arheologic medieval de la Covăsânț - "Cetatea Hindec" / ansamblu anonim (Categorie: locuire civilă) (Tip: Așezare)                                                                             | sat Covăsinț, comuna Covăsinț  | Cetatea Hindec               |                                   |            |                                               | Încărcați imagine | Raportați eroare |
| 10523.02.01 (Cod LMI: AR-I-m-A-00435.02) | Cetatea și așezarea medievală de la Covăsânț - "Tornea" / ansamblu anonim (Categorie: locuire civilă) (Tip: Așezare)                                                                                 | sat Covăsinț, comuna Covăsinț  | Tornea                       | sec. XIII - XIV                   |            | 46°19′43″N 21°37′56″E / 46.32861°N 21.63222°E | Încărcați imagine | Raportați eroare |
| 10523.02.02 (Cod LMI: AR-I-m-A-00435.01) | Cetatea și așezarea medievală de la Covăsânț - "Tornea" / ansamblu Ruinele cetății Tornea (Categorie: locuire civilă) (Tip: Cetate)                                                                  | sat Covăsinț, comuna Covăsinț  | Tornea                       | sec. XIII - XIV                   |            | 46°19′43″N 21°37′56″E / 46.32861°N 21.63222°E | Încărcați imagine | Raportați eroare |
| 12162.01.01 (Cod LMI: AR-I-s-B-00436)    | Așezarea hallstattiană de la Cruceni - "Movila Teșită" / ansamblu anonim (Categorie: locuire civilă) (Tip: Așezare)                                                                                  | sat Cruceni, comuna Șagu       | Movilă Teșită                |                                   |            |                                               | Încărcați imagine | Raportați eroare |
| 11566.01.01 (Cod LMI: AR-I-s-A-00432)    | Situl arheologic de la Cladova - "Dealul Carierei" / ansamblu anonim (Categorie: locuire civilă) (Tip: Așezare)                                                                                      | sat Cladova, comuna Păuliș     | Dealul Carierei              | Gáva                              |            | 46°06′21″N 21°39′07″E / 46.10583°N 21.65195°E | Încărcați imagine | Raportați eroare |
| 11566.01.02 (Cod LMI: AR-I-m-A-00432.04) | Situl arheologic de la Cladova - "Dealul Carierei" / ansamblu anonim (Categorie: locuire civilă) (Tip: Așezare)                                                                                      | sat Cladova, comuna Păuliș     | Dealul Carierei              | sec. II a. Chr. - sec. II d. Chr. |            | 46°06′21″N 21°39′07″E / 46.10583°N 21.65195°E | Încărcați imagine | Raportați eroare |
| 11566.01.03 (Cod LMI: AR-I-m-A-00432.01) | Situl arheologic de la Cladova - "Dealul Carierei" / ansamblu anonim (Categorie: locuire civilă) (Tip: Așezare)                                                                                      | sat Cladova, comuna Păuliș     | Dealul Carierei              | sec. XII - XVI                    |            | 46°06′21″N 21°39′07″E / 46.10583°N 21.65195°E | Încărcați imagine | Raportați eroare |
| 11566.01.04 (Cod LMI: AR-I-s-A-00432)    | Situl arheologic de la Cladova - "Dealul Carierei" / ansamblu anonim (Categorie: locuire civilă) (Tip: Altar funerar)                                                                                | sat Cladova, comuna Păuliș     | Dealul Carierei              | sec.II                            |            | 46°06′21″N 21°39′07″E / 46.10583°N 21.65195°E | Încărcați imagine | Raportați eroare |
| 11566.01.05 (Cod LMI: AR-I-m-A-00432.05) | Situl arheologic de la Cladova - "Dealul Carierei" / ansamblu anonim (Categorie: locuire civilă) (Tip: Așezare)                                                                                      | sat Cladova, comuna Păuliș     | Dealul Carierei              |                                   |            | 46°06′21″N 21°39′07″E / 46.10583°N 21.65195°E | Încărcați imagine | Raportați eroare |
| 11566.01.06 (Cod LMI: AR-I-s-A-00432)    | Situl arheologic de la Cladova - "Dealul Carierei" / ansamblu anonim (Categorie: locuire civilă) (Tip: Așezare)                                                                                      | sat Cladova, comuna Păuliș     | Dealul Carierei              | Ceala sec.III-V                   |            | 46°06′21″N 21°39′07″E / 46.10583°N 21.65195°E | Încărcați imagine | Raportați eroare |
| 11566.01.07 (Cod LMI: AR-I-m-A-00432.02) | Situl arheologic de la Cladova - "Dealul Carierei" / ansamblu anonim (Categorie: locuire civilă) (Tip: Biserică)                                                                                     | sat Cladova, comuna Păuliș     | Dealul Carierei              | sec.XII-XVI                       |            | 46°06′21″N 21°39′07″E / 46.10583°N 21.65195°E | Încărcați imagine | Raportați eroare |
| 11566.01.08 (Cod LMI: AR-I-m-A-00432.03) | Situl arheologic de la Cladova - "Dealul Carierei" / ansamblu anonim (Categorie: locuire civilă) (Tip: Fortificație de pământ)                                                                       | sat Cladova, comuna Păuliș     | Dealul Carierei              | sec. XII - XIII                   |            | 46°06′21″N 21°39′07″E / 46.10583°N 21.65195°E | Încărcați imagine | Raportați eroare |
| 11566.01.09 (Cod LMI: AR-I-s-A-00432)    | Situl arheologic de la Cladova - "Dealul Carierei" / ansamblu anonim (Categorie: locuire civilă) (Tip: necropola)                                                                                    | sat Cladova, comuna Păuliș     | Dealul Carierei              | sec. XI-XII                       |            | 46°06′21″N 21°39′07″E / 46.10583°N 21.65195°E | Încărcați imagine | Raportați eroare |
| 10382.01.01                              | Așezarea eneolitică de la Cermei- Drumul Sămădăului / ansamblu anonim (Categorie: locuire civilă) (Tip: Așezare)                                                                                     | sat Cermei, comuna Cermei      | Drumul Sămădăului            | Tiszapolgár                       |            |                                               | Încărcați imagine | Raportați eroare |
| 10355.01.01                              | Așezarea eneolitică de la Cărand- Cărămzel / ansamblu anonim (Categorie: locuire civilă) (Tip: Așezare)                                                                                              | sat Cărand, comuna Cărand      | Cărămzel                     | Tiszapolgár                       |            |                                               | Încărcați imagine | Raportați eroare |
| 9413.02.01                               | Așezarea eneolitică de la Cicir / ansamblu anonim (Categorie: locuire civilă) (Tip: Așezare) | sat Cicir, comuna Vladimirescu |                              | Tiszapolgár                       |            |                                               | Încărcați imagine | Raportați eroare |
| 11281.01.01                              | Așezarea eneolitică de la Comănești- Vechiul Cimitir / ansamblu anonim (Categorie: locuire civilă) (Tip: Așezare)                                                                                    | sat Comănești, comuna Hășmaș   | Vechiul Cimitir              | Tiszapolgár                       |            |                                               | Încărcați imagine | Raportați eroare |
| 9501.01.01                               | Așezarea eneolitică de la Curtici- Dâmbul Popilor / ansamblu anonim (Categorie: locuire civilă) (Tip: Așezare)                                                                                       | oraș Curtici                   | Dâmbul Popilor               | Tiszapolgár                       |            |                                               | Încărcați imagine | Raportați eroare |
| 10480.01.01 (Cod LMI: AR-I-s-B-00429)    | Ruinele abației Eperis și ale fortificației medievale de la Chelmac- Cetate / ansamblu anonim (Categorie: structură de cult/religioasă) (Tip: Biserică)                                              | sat Chemac, comuna Conop       | Cetate                       | sec. XV-XVII                      |            |                                               | Încărcați imagine | Raportați eroare |
| 10480.01.02 (Cod LMI: AR-I-s-B-00429)    | Ruinele abației Eperis și ale fortificației medievale de la Chelmac- Cetate / ansamblu anonim (Categorie: structură de cult/religioasă) (Tip: Fortificație)                                          | sat Chemac, comuna Conop       | Cetate                       | sec. XV-XVII                      |            |                                               | Încărcați imagine | Raportați eroare |
| 10024.01.01                              | Situl arheologic de epocă medievală de la Căpâlnaș-Valea Grosului / ansamblu anonim (Categorie: tumul) (Tip: Movilă)                                                                                 | sat Căpâlnaș, comuna Birchiș   |                              |                                   |            |                                               | Încărcați imagine | Raportați eroare |
| 10024.01.02                              | Situl arheologic de epocă medievală de la Căpâlnaș-Valea Grosului / ansamblu anonim (Categorie: tumul) (Tip: Fortificație)                                                                           | sat Căpâlnaș, comuna Birchiș   |                              |                                   |            |                                               | Încărcați imagine | Raportați eroare |
| 10024.02.01                              | Fortificația de epocă medievală de la Căpâlnaș-Coasta Cimernic / ansamblu Fortificația cu val de epocă medievală de la Căpâlnaș-Coasta Cimernic (Categorie: fortificație) (Tip: Fortificație cu val) | sat Căpâlnaș, comuna Birchiș   | Coasta Cimernic              |                                   |            |                                               | Încărcați imagine | Raportați eroare |
| 10024.03.01                              | Cetatea medievală de la Căpâlnaș-Bârlălău / ansamblu Cetatea medievală de la Căpâlnaș-Bârlălău (Categorie: construcție) (Tip: Cetate de piatră)                                                      | sat Căpâlnaș, comuna Birchiș   | Bârlălău                     |                                   |            |                                               | Încărcați imagine | Raportați eroare |
| 11860.01.01                              | Ansamblul rupestru de la Căprioara-Peștera lui Sinesie / ansamblu anonim (Categorie: locuire în peșteră) (Tip: Ansamblu rupestru)                                                                    | sat Căprioara, comuna Săvârșin | Peștera lui Sinesie          |                                   |            |                                               | Încărcați imagine | Raportați eroare |
| 11860.02.01                              | Ansamblul rupestru de la Căprioara-Peștera cu Izlaz / ansamblu anonim (Categorie: locuire în peșteră) (Tip: Ansamblu rupestru)                                                                       | sat Căprioara, comuna Săvârșin | Peștera cu Izlaz             |                                   |            |                                               | Încărcați imagine | Raportați eroare |
| 11860.03.01                              | Ansamblul rupestru de la Căprioara-Gaura Scrofii / ansamblu Ansamblul rupestru de la Căprioara-Peștera cu Izlaz (Categorie: locuire în peșteră) (Tip: Ansamblu rupestru)                             | sat Căprioara, comuna Săvârșin | Peștera Gaura Scrofii        |                                   |            |                                               | Încărcați imagine | Raportați eroare |
| 11860.04.01                              | Ansamblul rupestru de la Căprioara-Peștera lui Adi / ansamblu anonim (Categorie: locuire în peșteră) (Tip: Ansamblu rupestru)                                                                        | sat Căprioara, comuna Săvârșin | Peștera lui Adi              |                                   |            |                                               | Încărcați imagine | Raportați eroare |
| 11860.05.01                              | Construcția de epoca daco-romană de la Căprioara-Dealul Babei / ansamblu anonim (Categorie: construcție) (Tip: constructie)                                                                          | sat Căprioara, comuna Săvârșin | Dealul Babei                 | sec.III-IV d.Hr.                  |            |                                               | Încărcați imagine | Raportați eroare |
| 11860.06.01                              | Descoperirea tumulară de la Căprioara-Trei Gomili / ansamblu anonim (Categorie: tumul) (Tip: Movilă)                                                                                                 | sat Căprioara, comuna Săvârșin | Trei Gomili                  |                                   |            |                                               | Încărcați imagine | Raportați eroare |
| 12796.01.01                              | Situl arheologic de la Chesinț-Ocob / ansamblu anonim (Categorie: locuire) (Tip: așezare) | sat Chesint, comuna Zăbrani    | Ocob                         | Vinča mil.V-III î.Hr.             |            |                                               | Încărcați imagine | Raportați eroare |
| 12796.01.02                              | Situl arheologic de la Chesinț-Ocob / ansamblu anonim (Categorie: locuire) (Tip: așezare) | sat Chesint, comuna Zăbrani    | Ocob                         | mil II î.Hr.                      |            |                                               | Încărcați imagine | Raportați eroare |
| 12796.02.01                              | Movila hallstattiana de la Chesinț-Hunca / ansamblu anonim(Movila Huncă) (Categorie: decoperire funerară) (Tip: Movilă)                                                                              | sat Chesint, comuna Zăbrani    | Hunca                        | Basarabi sec.VIII - VII î.Hr.     |            |                                               | Încărcați imagine | Raportați eroare |
| 12796.03.01                              | Valul de pământ de epocă neprecizată de la Chestinț / ansamblu anonim (Categorie: fortificație) (Tip: Val de pământ)                                                                                 | sat Chesint, comuna Zăbrani    |                              |                                   |            |                                               | Încărcați imagine | Raportați eroare |
| 12162.02.01                              | Așezarea de epoca bronzului de la Cruceni / ansamblu anonim (Categorie: locuire) (Tip: așezare) | sat Cruceni, comuna Șagu       |                              | mil.II î.Hr.                      |            |                                               | Încărcați imagine | Raportați eroare |
| 12162.03.01                              | Așezarea medievală de la Cruceni-Fântâna de lemn / ansamblu anonim (Categorie: locuire) (Tip: așezare)                                                                                               | sat Cruceni, comuna Șagu       | Fântâna de lemn              | sec.X-XII d.Hr.                   |            |                                               | Încărcați imagine | Raportați eroare |